# Rupiah Banda
Rupiah Bwezani Banda (Gwanda, 13 febbraio 1937 – Lusaka, 11 marzo 2022) è stato un politico zambiano.
È stato il Presidente dello Zambia dal 2008 al 2011. È stato il leader del Movimento per la Democrazia Multipartitica (MMD).
Banda è nato a Gwanda, nella Rhodesia del Sud (oggi Zimbabwe); i suoi genitori erano venuti dalla Rhodesia del Nord.